# Пелиццоли, Иван
Ива́н Пелиццо́ли (итал. Ivan Pelizzoli; 18 ноября 1980, Бергамо) — итальянский футболист, вратарь.

## Карьера
Пелиццоли — воспитанник футбольной школы «Аталанты», клуба из его родного города. Свой первый профессиональный сезон он провёл в аренде в клубе «Триестина», а в 2000 году вернулся в «Аталанту», в составе которой дебютировал в Серии A и вскоре заработал репутацию одного из самых перспективных вратарей Италии.
В 2001 году Пелиццоли был приобретён чемпионом Италии «Ромой» и в первом сезоне стал основным вратарём команды. Хотя в последующие сезоны он потерял место в основном составе и был продан в 2005 году в «Реджину».
Во время выступления в «Роме» Иван сыграл 2 матча за национальную сборную Италии (дебютировал 30 апреля 2003 года в матче со сборной Швейцарии) и завоевал бронзовую медаль Олимпиады 2004 года.
31 января 2007 года Пелиццоли за 3 миллиона евро приобрёл московский «Локомотив». В составе «Локомотива» Пелиццоли стал обладателем Кубка России 2007 года. Всего провёл за «Локомотив» 26 официальных игр, из них 20 в чемпионате страны, постоянного места в составе завоевать не сумел, в первые два сезона выходил на поле нерегулярно, в сезоне 2009 не провёл ни одной игры.
«Переход в „Локомотив“ поломал всю карьеру, ведь мне было всего-то 27 лет. Ни за что не надо было ехать в Россию. В любую другую страну — в Англию, Францию, только не в этот слабенький чемпионат».
31 августа 2009 года перешёл на правах аренды в клуб «Альбинолеффе», выступающий в Серии B.
26 августа 2010 года подписал контракт с клубом «Кальяри».

## Достижения
- Обладатель Суперкубка Италии 2001
- Бронзовый призёр Летних Олимпийских игр 2004 года
- Обладатель Кубка России 2006/07

## Награды
- Кавалер ордена «За заслуги перед Итальянской Республикой» (27 сентября 2004 года)[7]